# Chironomus annularius
Chironomus annularius är en tvåvingeart som beskrevs av Jean-Jacques Kieffer 1926. Chironomus annularius ingår i släktet Chironomus och familjen fjädermyggor.
Artens utbredningsområde är Tyskland. Arten är reproducerande i Sverige. Inga underarter finns listade i Catalogue of Life.